# ماثيس لاشور
ماثيس لاشور (بالفرنسية: Mathis Lachuer) هو لاعب كرة قدم فرنسي في مركز الوسط، ولد في 31 أغسطس 2000 في أميان في فرنسا.

## وصلات خارجية
- ماثيس لاشور على موقع قاعدة بيانات كرة القدم.إي يو (الإنجليزية)
- ماثيس لاشور على موقع ليكيب (الفرنسية)
- ماثيس لاشور على موقع Soccerway.com (الإنجليزية)